# Torre de Aguilar de Montuenga
La torre de Aguilar de Montuenga es una atalaya situada en Aguilar de Montuenga, Soria. Está protegida desde el 22 de abril de 1949 con la categoría de castillo. Actualmente solo queda la base de la torre, con unos cuantos bloques de piedra en el montículo.

## Historia
Esta atalaya se localiza en el valle del Jalón, zona importante y camino de incrusiones de Aragón a Castilla. Esta zona estaba inmensamente fortificada por atalayas, fortalezas, villas, casas fuertes y castillos como podrían ser Jubera, Somaén o Montuenga. Durante las guerras de la Raya mantuvo una situación estratégica para el dominio de Castilla.
Está construida de muros de sillarejo de piedra caliza bastante gruesos, de planta cilíndrica y una altura que rondaría los 10 metros de altura, pudiéndose observar todo el valle del Jalón.
Actualmente solo queda la base con una gran piedra caliza en la base, con varias hiladas de sillarejos.